# Hartford, Maine
Hartford är en kommun (town) i Oxford County i Maine. Vid 2010 års folkräkning hade Hartford 1 185 invånare.